# Življenja Tomaža Kajzerja
Življenja Tomaža Kajzerja je slovenska televizijska dramska serija, ki se je predvajala na prvem programu TV Slovenija ob torkih, med 31. decembrom 2013 in 11. februarjem 2014, in nato deset let kasneje ob nedeljah, med 7. januarjem in 4. februarjem 2024.
Glavni junak nanizanke Tomaž Kajzer v vsaki epizodi kljub enakemu imenu živi drugo življenje. VC prvi sezoni je nastopil v vlogi revizorja, finančnega svetovalca, učitelja golfa, kuharja, odvetnika in kreativnega direktorja. V drugi sezoni pa je nastopil v vlogi koreografa, politika, nepremičninskega posrednika, kriminalista - strokovnjaka za poligraf in duhovnika.
Serija velja za neuspešen poskus t.i. prestižne igrane drame. Po 6 delih je vodstvo RTV zavrnilo možnost nadaljevanja.
Leta 2023, po desetih letih, so posneli 2. sezono serije. Snemanje se je začelo maja in zaključilo julija, v 38 dneh je ekipa posnela svežih 5 epizod, ki so bile na sporedu v začetku leta 2024.

## Produkcija
Epizoda Kuhar z zvezdico je bil posneta v restavraciji Janeza Bratovža.
Proračun je bil ocenjen na 420.000 evrov. Peter Bratuša je dejal, da je to malo denarja. Varčeval je pri sebi, pa tudi Studio Arkadena je imel izgubo. Njegovo produkcijo podjetje je z njo pridelalo 50.000 evrov minusa.

## Epizode

### 1. sezona (2013–2014)
| Št. | Naslov           | Datum predvajanja |
| --- | ---------------- | ----------------- |
| 4.  | Kuhar z zvezdico | 31. december 2013 |
| 1.  | Rita Conchita    | 7. januar 2014    |
| 2.  | Angel varuh      | 14. januar 2014   |
| 3.  | Usodni zamah     | 21. januar 2014   |
| 4.  | Kuhar z zvezdico | 28. januar 2014   |
| 5.  | Pravica skazica  | 4. februar 2014   |
| 6.  | Do zadnjega diha | 11. februar 2014  |

### 2. sezona (2024)
| Št. | Naslov       | Datum predvajanja |
| --- | ------------ | ----------------- |
| 1.  | Prah         | 7. januar 2024    |
| 2.  | Zarota       | 14. januar 2024   |
| 3.  | Vija vaja    | 21. januar 2024   |
| 4.  | Dediščina    | 28. januar 2024   |
| 5.  | Bog je velik | 4. februar 2024   |

## Zasedba

### Glavni igralci
| Igralec/-ka     | Vloga                        | Sezona |
| --------------- | ---------------------------- | ------ |
| Matija Vastl    | Tomaž Kajzer                 | 1, 2   |
| Katarina Čas    | Alenka Kajzer, Tomaževa žena | 1, 2   |
| Primož Pirnat   | inšpektor Černigoj           | 1, 2   |
| Aljaž Jovanović | pomočnik Vrečko              | 1      |
| Jernej Kogovšek | pomočnik Benko               | 2      |

### Epizodni igralci
| Epizoda                   | Igralec/-ka            | Vloga                                            |
| ------------------------- | ---------------------- | ------------------------------------------------ |
| 1. sezona (2014)          |                        |                                                  |
| Rita Conchita (1. del)    | Jerica Mrzel           | Breda Kajzer, Tomaževa mama                      |
| Rita Conchita (1. del)    | Lotos Vincenc Šparovec | Boris Strmecki, Tomažev sošolec                  |
| Rita Conchita (1. del)    | Maruša Kink            | tajnica v podjetju Lafitte&Markham               |
| Rita Conchita (1. del)    | Jože Vunšek            | šef v Lafitte&Markham                            |
| Angel varuh (2. del)      | Igor Žužek             | Brane, prijatelj                                 |
| Angel varuh (2. del)      | Maja Martina Merljak   | tajnica Nana                                     |
| Angel varuh (2. del)      | Vladimir Jurc          | Dottore Sosich                                   |
| Angel varuh (2. del)      | Primož Petkovšek       | Petko                                            |
| Angel varuh (2. del)      | Melani Mekicar         | Maja, Branetova hči                              |
| Angel varuh (2. del)      | Ivan Marinšek          | doktor Demšar                                    |
| Usodni zamah (3. del)     | Nataša Barbara Gračner | Martina                                          |
| Usodni zamah (3. del)     | Dario Varga            | Primc                                            |
| Usodni zamah (3. del)     | Ula Furlan             | Ana, mlada učenka golfa                          |
| Usodni zamah (3. del)     | Ivo Ban                | Kovič, vodja golf kluba                          |
| Usodni zamah (3. del)     | Ajda Sitar             | Lara Kovič, hči                                  |
| Usodni zamah (3. del)     | Ana Maria Mitič        | receptorka v klubu                               |
| Kuhar z zvezdico (4. del) | Aljaž Tepina           | Jure                                             |
| Kuhar z zvezdico (4. del) | Nina Valič             | Branka Slanc                                     |
| Kuhar z zvezdico (4. del) | Aljoša Kovačič         | Igor, sommelier                                  |
| Pravica skazica (5. del)  | Jerica Mrzel           | Breda Kajzer, Tomaževa mama                      |
| Pravica skazica (5. del)  | Boris Kerč             | zapornik Miklošič                                |
| Pravica skazica (5. del)  | Alenka Tetičkovič      | Cvetka Hvalec, odvetnica                         |
| Pravica skazica (5. del)  | Nina Valič             | Branka Slanc, odvetnica                          |
| Pravica skazica (5. del)  | Peter Boštjančič       | partner Karner                                   |
| Pravica skazica (5. del)  | Saša Klančnik          | Boltauzer, Tomažev sodelavec                     |
| Pravica skazica (5. del)  | Vasko Polič            | sodnik                                           |
| Pravica skazica (5. del)  | Jana Morelj            | Nina Tominc, novinarka                           |
| Pravica skazica (5. del)  | Ivan Vastl             | mladi Tomaž Kajzer                               |
| Do zadnjega diha (6. del) | Aljoša Bagola          | Šegula, Tomažev sodelavec                        |
| Do zadnjega diha (6. del) | Ula Furlan             | Ana, Tomaževa sodelavka                          |
| Do zadnjega diha (6. del) | Jonas Žnidaršič        | direktor agencije Ideja                          |
| Do zadnjega diha (6. del) | Nik Škrlec             | Tomažev sodelavec                                |
| 2. sezona (2024)          |                        |                                                  |
| Prah (1. del)             | Nataša Matjašec Rošker | Marta Fras, koreografinja                        |
| Prah (1. del)             | Branko Šturbej         | umetniški direktor Šmid                          |
| Prah (1. del)             | Uroš Fürst             | Sebastjan, Tomažev najboljši prijatelj           |
| Prah (1. del)             | Lukas Zuschlag         | Rok, plesalec                                    |
| Prah (1. del)             | Mariya Pavlyukova      | Uma, glavna plesalka                             |
| Prah (1. del)             | Melani Mekicar         | Anja, stevardesa                                 |
| Zarota (2. del)           | Vlado Novak            | Jože Kajzer, Tomažev oče                         |
| Zarota (2. del)           | Domen Valič            | Matevž Bevc, predsednik vlade                    |
| Zarota (2. del)           | Bojan Emeršič          | Ranko Majcen, sekretar vlade                     |
| Zarota (2. del)           | Brane Grubar           | Brane, Jožetov zdravnik                          |
| Zarota (2. del)           | Jana Morelj            | Nina Tominc, novinarka                           |
| Zarota (2. del)           | Pavle Vastl            | Jure Kajzer, Tomažev in Alenkin 16-letni sin     |
| Zarota (2. del)           | Bojana Leskovar        | voditeljica TV-oddaje                            |
| Zarota (2. del)           | Mia Skrbinac           | tajnica                                          |
| Zarota (2. del)           | Tomislav Matić         | Mojmir Dvornik, vodja opozicije                  |
| Zarota (2. del)           | Iztok Drabik Jug       | policist Fortič                                  |
| Vija, vaja, ven (3. del)  | Lotos Vincenc Šparovec | Boris Strmecki, oče žrtve umora                  |
| Vija, vaja, ven (3. del)  | Robert Prebil          | Edvard Gornik                                    |
| Vija, vaja, ven (3. del)  | Mojca Funkl            | Ajda Strmecki, Borisova žena                     |
| Vija, vaja, ven (3. del)  | Bernarda Oman          | ravnateljica osnovne šole                        |
| Vija, vaja, ven (3. del)  | Marinka Štern          | gospa Babič, Edvardova soseda                    |
| Vija, vaja, ven (3. del)  | Anže Zevnik            | preiskovalni sodnik                              |
| Vija, vaja, ven (3. del)  | Una Kulović            | Maja Strmecki, umorjena hči                      |
| Vija, vaja, ven (3. del)  | Jana Morelj            | Nina Tominc, novinarka                           |
| Dediščina (4. del)        | Uroš Smolej            | Boris Krek, sin pokojnega Julijana Kreka         |
| Dediščina (4. del)        | Matej Zemljič          | Sven, Tomažev partner                            |
| Dediščina (4. del)        | Lotos Vincenc Šparovec | Boris Strmecki                                   |
| Dediščina (4. del)        | Uma Štader             | Karolina Levičnik, nezakonska hči Julijana Kreka |
| Dediščina (4. del)        | Primož Petkovšek       | izterjevalec                                     |
| Dediščina (4. del)        | Dragan Remšak          | odvetnik Gajšek                                  |
| Dediščina (4. del)        | Peter Bratuša          | Herman Steiner, kupec                            |
| Dediščina (4. del)        | Jana Morelj            | Nina Tominc, novinarka                           |
| Bog je velik (5. del)     | Katarina Čas           | Alenka Strmecki, žena pokojnega Borisa           |
| Bog je velik (5. del)     | Borut Veselko          | Martin Kajzer, Tomažev brat, predstojnik župnije |
| Bog je velik (5. del)     | Silva Čušin            | Kristina Strmecki, Alenkina tašča                |
| Bog je velik (5. del)     | Ana Urbanc             | Sonja, Alenkina sestrična                        |
| Bog je velik (5. del)     | Aljaž Deu              | bobnar v bandu                                   |
| Bog je velik (5. del)     | Gašper Markun          | basist v bandu                                   |

## Ekipa
- avtorja: Peter Bratuša (Felina films) in Špela Levičnik Oblak
- režija: Peter Bratuša
- fotografija: Marko Brdar
- scenografija: Janez Kovič in Špela Kropušek
- maska: Nataša Sevčnikar
- kostumografija: Vesna Črnelič
- glasba: Sebastijan Duh
- zvok: Sebastijan Duh in Andrej Hrvatin
- montaža: Tomislav Pavlić in Svetlana Dramlić
- izvršni producent: Marcel Buh
- producent: Janez Kovič (Studio Arkadena)

## Kritike
Agata Tomažič je pohvalila zadovoljiv zaplet in verjetnost zgodbe v epizodi Kuhar z zvezdico ter naravni govor ter prepričljive kostume in interierje za ljudi višjega razreda v epizodi Rita Conchita. Zmotili so jo svetopisemski odlomki, ki jih izreka izterjevalec v epizodi Angel varuh, saj so odveč in pobrani iz Tarantinovega Šunda. Posnemanje ameriške kinematografije je opazila tudi v Riti Conchiti, ko si Kajzer na zahtevo šoferja med vožnjo v primestno graščino Brunenberg nadene zlato masko v slogu Kubrickovega filma Široko zaprte oči. Serijo je označila za enega najboljših slovenskih tv izdelkov v zadnjih 20 letih, kar je utemeljila s pomanjkanjem konkurence v svetu đurićevskih stereotipnih komedij in obrtniško brezhibnostjo, ki jo je poleg prej omenjenih scenografije in kostumografije videla tudi v brezhibni fotografiji, odlični igri, izpiljenem scenariju brez lukenj in politični aktualnosti. Pripomnila je, da se seriji pozna, da jo režira režiser oglasnih spotov, saj bi ji lahko kljub všečnosti očitali vsebinsko izpraznjenost, npr. kdo je Tomaž Kajzer in zakaj je vsakič v drugi vlogi. Oceno je zaključila z mislijo, da je serija freska sodobne slovenske družbe, ki ji lahko zraste vrednost čez leta, kot znameniti hrastoveljski freski, ki je bila ob svojem nastanku le izumetničen sobopleskarski poseg.

## Zunanje
- Življenja Tomaža Kajzerja v IMDb
- Življenja Tomaža Kajzerja na 4d.rtvslo.si
- Uradna spletna stran (web archive. 6. marec 2014)